# A Way Out
A Way Out ist ein Koop-Action-Adventure in der Third-Person-Perspektive aus dem Jahr 2018 für Windows, PlayStation 4 und Xbox One. Das Spiel wurde von den Hazelight Studios entwickelt und wird von Electronic Arts vermarktet.

## Handlung

### Rahmenhandlung
Die Handlung spielt in einer Strafanstalt in Nordkalifornien der 70er-Jahre.
Das Spiel dreht sich um die zwei Gefängnisinsassen Vincent Moretti (gesprochen von Eric Krogh) und Leo Caruso (gesprochen von Fares Fares, dem Bruder von Josef Fares).
Das Spiel startet mit Zwischensequenzen aus einem Flugzeug, in denen die beiden auf die vergangenen Geschehnisse zurückblicken. Vincent kommt zu Beginn des Spiels frisch in das Gefängnis und wird zu 14 Jahren verurteilt, während Leo bereits seit sechs Monaten in dem Gefängnis sitzt und zu acht Jahren verurteilt wurde. Vincent verkörpert den ruhigen und bedachten Typ und hat vorher als Banker gearbeitet, während Leo sich als ein impulsiver Kerl Mitte 30 mit einer schlechten Kindheit herausstellt. Beide haben eine Frau und Leo hat außerdem ein Kind namens Alex. Vincents Ehefrau steht kurz vor der Geburt ihres gemeinsamen Babys und weist ihn darauf hin, doch an ihr Kind zu denken und vorsichtiger zu sein.
Am Anfang halten die beiden noch nicht viel von dem anderen, doch als Vincent Leo dabei hilft, einen Kampf zu gewinnen, kommen die beiden näher zusammen und helfen sich gegenseitig im Gefängnisleben, wie etwa bei Prügeleien mit anderen Insassen, zurechtzukommen.

### Der Ausbruch
Später erzählt Leo Vincent im Krankenzimmer von einem Ausbruch, den er plant, und Vincent bietet ihm seine Hilfe dabei an. Leo will den Ausbruch alleine durchführen und will keine weitere Hilfe mehr von ihm, doch Vincent versucht ihn zu überzeugen, dass sie Harvey als gemeinsamen Feind haben und das zusammen durchstehen müssen, um diesen zu fassen. Im weiteren Verlauf planen die beiden den Ausbruch und brechen anschließend aus dem Gefängnis aus.
Nach dem Ausbruch flüchten sie in einen Wald und lassen sich in einer einsamen Siedlung nieder. Dabei erzählt Vincent Leo, dass Harvey seinen Bruder als eine Verwarnung umgebracht hat, weil er seine Geldsummen nicht auf der Bank verwalten wollte und die Schuld ihm zuwies und deswegen Rache verüben möchte. Als sie von einem älteren Ehepaar entdeckt werden, klauen sie ein Auto und flüchten. Nach einer Verfolgungsjagd mit der Polizei und einer Flucht mit einem Boot besuchen sie die Familie von Leo. Leos Sohn kommt mit der Situation noch nicht ganz zurecht und so versucht Leo sein Vater-Sohn-Verhältnis wieder zu verbessern.

### Rachefeldzug
Danach machen sie sich auf einer Baustelle auf die Suche nach Ray, einem Komplizen von Harvey, um von ihm zu erfahren, wo sich Harvey befindet. Nach einer Verfolgungsjagd und einem Folter-Verhör gesteht Ray, dass sich Harvey in Mexiko befindet. Nachdem die beiden sich Waffen von einer Waffenhändlerin besorgt haben, machen sie sich auf den Weg in die Stadt. Die Waffenhändlerin gibt allerdings die Informationen an einen weiteren Mann von Harveys Team weiter, der dafür sorgen soll, dass die beiden umgebracht werden. Ein Auftragskiller verfolgt die beiden durch ein Gebäude. Den beiden gelingt es allerdings, ihn rechtzeitig auszuschalten und die Sache zu beenden.
Währenddessen hat die Frau von Vincent ihr Kind bekommen und die beiden machen sich auf den Weg in das Krankenhaus. Doch kurz nachdem Vincent sein Kind gesehen hat und mit seiner Frau gesprochen hat, ist auch schon die Polizei da. Leo wird festgenommen, doch Vincent gelingt es, ihn zu befreien, und er flüchtet mit ihm zu der Pilotin Emily, die er bereits kennt. Sie fliegt die beiden nach Mexiko in die Nähe von Harvey und die beiden springen mit einem Fallschirm ab, sodass sie auf einem Strand landen. Sie kämpfen sich an den Handlangern von Harvey vorbei, dringen in sein Domizil ein und töten ihn anschließend. Weitere bewaffnete Gegner kommen und sie flüchten mit Motorrädern durch die tropischen Gebiete, wo sie von Emily mit dem Flugzeug abgeholt werden. Um sein Verhältnis zu seiner Frau zu verbessern, überzeugt Leo Vincent davon, während des Fluges einen Brief für sie zu schreiben.

### Die Wende
Als die beiden aus dem Flugzeug aussteigen, ist bereits die Polizei mit mehreren Fahrzeugen und bewaffneten Polizisten erschienen und will Leo verhaften. Vincent und Emily entpuppen sich währenddessen als geheime Agenten der Polizei und wollen ebenfalls Leo festnehmen. In einer Rückblende erfährt man, dass Vincent Leo bei einem Handel zwischen ihm, Vincents Bruder und einen von Harveys Männern, beobachtet hat. Dabei stirbt Vincents Bruder und Leo wird verurteilt. Vincent entscheidet sich ein Undercover-Agent zu werden und mit Leo ins Gefängnis gebracht zu werden, um an Harvey heranzukommen. Leo kommt damit nicht klar und entführt Vincent voller Wut. Nachdem das Auto ins Wasser fällt und sich beide befreit haben, flüchtet Leo auf ein Boot und Vincent verfolgt ihn mit einem Hubschrauber, der von Emily gesteuert wird. Leo flüchtet in ein Gebäude und Vincent verfolgt ihn. Voller Verzweiflung kämpft Leo um Leben und Tod mit Vincent, bis einer der Spieler jeweils den anderen Spieler umbringen muss. Daher gibt es zwei Enden.
In dem Ende, in dem Vincent stirbt, gibt Leo Vincents Brief an dessen Frau und flüchtet mit seiner Familie. In dem Ende, in dem Leo stirbt, kündigt Vincent bei der Polizei, er versöhnt sich wieder mit seiner Frau und blickt auf die Zukunft mit seinem Baby. Als er Leos Frau aber die traurige Botschaft überbringt, wird er von ihr als Monster gesehen, hinterlässt die Familie in Trauer und soll sich nie wieder blicken lassen.

## Spielprinzip
A Way Out ist ein Action-Adventure und Third-Person-Shooter, welcher nur mit zwei Spielern im Koop-Modus gespielt werden kann. Dabei können die beiden Spieler entweder über einen lokalen oder einen Online-Splitscreen-Modus, der jeweils die Sicht von einem der Hauptcharaktere zeigt, miteinander spielen. Nicht unterstützt wird aber ein Online-Matchmaking und stattdessen muss man bereits bestehende Freunde aus seinen Kontakten für das Spielen verwenden. Einer übernimmt hierbei die Rolle von Vincent Moretti und der andere die von Leo Caruso. Um die Aufgaben im Spiel zu lösen, müssen die Spieler daher zusammenarbeiten und sich gegenseitig koordinieren und helfen, indem sie zum Beispiel Personen ablenken oder etwas für den anderen öffnen. Um das Spiel durchzuspielen, gibt es allerdings mehrere Lösungs- und Entscheidungswege, die sich aber nicht auf die Haupthandlung auswirken.
Zu den Gameplay-Elementen gehören zum Beispiel Schusssequenzen, das Führen von Dialogen und Interaktion mit Menschen oder Gegenständen, das Erkunden der Welt, Verfolgungsjagden, Überwinden eines Parcours, Schleich- und Fluchtpassagen, das Lösen von Rätseln und Finden von Lösungen und Nahkämpfe.

## Entwicklung und Veröffentlichung
Erstmals wurde das Spiel auf der Electronic Entertainment Expo (E3) 2017 vorgestellt. Entwickelt wurde es von dem schwedischen Hazelight Studios in der Unreal Engine 4, die bereits an dem Spiel Brothers: A Tale of Two Sons beteiligt waren. Dort wurde das Spiel von Electronic Arts in dem Indie-Programms EA Originals vorgestellt. Leitender Entwickler war dabei Josef Fares. Die Entwicklungen starteten 2014. Zwischenzeitlich tauchten durch einen Reddit-Nutzer Gerüchte auf, dass sich der Titel bis ins Jahr 2019 verschieben könnte. Später teilte der Entwickler Josef Fares aber auf Twitter mit, dass es sich dabei um eine Unwahrheit handelte und bestätigte den 23. März 2018 als Starttermin. Für einige Szenen im Spiel wurden Motion-Capture-Aufnahmen gemacht. Für die Entwicklungen stellte EA 3,7 Millionen US-Dollar zur Verfügung.
Die Erstveröffentlichung fand am 23. März 2018 für die Plattformen Windows, Xbox One und PlayStation 4 statt. Das Spiel verfügt zwar über deutsche Untertitel und eine deutsche Benutzeroberfläche, nicht aber über eine deutsche Synchronisation und greift daher auf die Englische zurück. EA verdient nach eigenen Angaben mit dem Spiel kein Geld. Die Windows-Version lässt sich als Download über die Internet-Vertriebsplattform Origin oder über Steam herunterladen. Downloadable Content ist nicht geplant. Über einen Freundepass kann sich einer das Spiel kaufen und ein Partner kostenlos mit dieser Person mitspielen.

## Rezeption

### Kritiken
Heiko Klinge von GameStar bezeichnete das Spiel in einer Preview-Version als simpel gehalten mit einem gut umgesetzten Fokus auf das Couch-Koop-Erlebnis zwischen zwei Spielern. Zwar werde die Koop-Mechanik so wieder attraktiver gemacht, allerdings könne sie bei zu langer Spieldauer auch ihren Reiz verlieren. Gelobt wurden von der Presse hauptsächlich die Zusammenarbeit im Koop-Modus und die daraus resultierende Spielmechanik, das Gamedesign, das Setting und das Storytelling. Zudem gebe es in dem Spiel viele Kleinigkeiten zu entdecken und eine Abwechslung zwischen Action und ruhigen Sequenzen. Auch die Story wurde gelobt: Sie zeige, dass unscheinbare Dinge später an Bedeutung gewinnen. Die Spieler bauen so eine emotionale Verbindung zu den Spielfiguren und deren Freundschaft und Zusammenhalt auf und die Story werde durch das Gameplay transportiert. Das Spiel wirke außerdem wie ein interaktiver Film für Liebhaber von Thrillern und Gangster-Filmen, der die Vorteile des Mediums Computerspiels ausnutzt. Kritisiert wurde aber die klischeehafte Rachestory in dem Spiel und fehlende Entscheidungsmöglichkeiten mit Auswirkungen. Das Ende wurde als eine emotionale Achterbahnfahrt beschrieben.

### Vergleiche zu anderen Werken
Das Spiel wurde aufgrund der Thematik, den Ideen und des Settings auch mit der Fernsehserie Prison Break, sowie anderen Gefängnisfilmen wie Die Verurteilten oder Flucht von Alcatraz und Pulp-Geschichten aus den 1970er Jahren verglichen. Ebenso wurde das Spiel aufgrund der mehreren gleichzeigten Sichten mit der Fernsehserie 24 und aufgrund der Zusammenarbeit beim Rätsellösen mit dem Computerspiel Portal 2, sowie weiteren Action-Titeln verglichen.

### Entwicklerbemerkungen
Der Entwickler Josef Fares sagt, dass für ihn die bestmögliche Spielerfahrung im Vordergrund stehe und der Wiederspielwert dabei nicht so wichtig sei. Die Spieldauer solle bei ungefähr sieben bis acht Stunden liegen. In der Realität seien dies aber vier bis sechs Stunden. Außerdem beschwerte er sich über die Leistungsfähigkeit der aktuellen Konsolengeneration und der PlayStation 4.